# Пётр (Карпусюк)
Епи́скоп Пе́тр (в миру Ви́ктор Петро́вич Карпусю́к; 5 января 1959, Брест, Белорусская ССР, СССР — 6 июня 2020) — епископ Белорусского экзархата Русской Православной Церкви, схиепископ Дятловский, викарий Новогрудской и Слонимской епархии.

## Биография
После окончания средней школы, в 1977—1979 годах, служил в рядах Советской армии. В 1979 году поступил в Московскую духовную семинарию.
18 марта 1982 года был пострижен в монашество и 23 апреля был рукоположён в сан иеродиакона. Служил иподиаконом патриарха Пимена. В том же году поступил в Московскую духовную академию, которую окончил в 1986 году со степенью кандидата богословия.
15 апреля 1989 года рукоположён в сан иеромонаха; затем возведён в сан игумена.
В 1990 году был возведён в сан архимандрита, назначен экономом Троице-Сергиевой лавры.
В 1992 году назначен духовником и строителем в Крестовоздвиженский Иерусалимский ставропигиальный женский монастырь села Лукино Домодедовского района Московской области.

## Епископское служение
17 июля 1992 года постановлением Священного синода определено быть епископом Туровским и Мозырским. 23 июля в Марие-Магдалининском храме Минска наречён в сан епископа Туровского и Мозырского. Чин наречения совершили митрополит Минский и Слуцкий Филарет (Вахромеев), архиепископ Могилевский и Мстиславский Максим (Кроха), епископ Пинский и Лунинецкий Стефан (Корзун), епископ Гомельский и Жлобинский Аристарх (Станкевич). 24 июля в Покровском кафедральном соборе Витебска состоялась его епископская хиротония, которую совершили митрополит Минский и Слуцкий Филарет (Вахромеев), архиепископ Могилёвский и Мстиславский Максим (Кроха), архиепископ Гродненский и Волковысский Валентин (Мищук), епископ Витебский и Оршанский Димитрий (Дроздов), епископ Пинский и Лунинецкий Стефан (Корзун), епископ Гомельский и Жлобинский Аристарх (Станкевич).
24 декабря 2004 года назначен епископом Бобруйским и Осиповичским. 20 апреля 2005 года титул изменён на «Бобруйский и Быховский».
27 декабря 2005 года определением Священного синода был освобождён «от управления Бобруйской епархией и, вплоть до определения о дальнейшем его служении в пределах Белорусской Православной Церкви, ему надлежит пребывать в Свято-Троицком Марковом мужском монастыре в г. Витебске».
11 апреля 2006 года постановлением Священного синода назначен епископом Друцким, викарием Витебской и Оршанской епархии.
С 25 декабря 2013 года — епископ Сморгонский, викарий Новогрудской и Лидской епархии.
С 25 декабря 2014 года — епископ Дятловский, викарий Новогрудской и Слонимской епархии.
19 марта 2016 года по благословению патриарха Московского и всея Руси Кирилла пострижен в великую схиму с наречением имени Петр в честь священномученика Петра, митрополита Крутицкого.
Скончался 6 июня 2020 года от осложнений, вызванных коронавирусной инфекцией. Отпевание 8 июня в Успенском Жировичском монастыре совершил архиепископ Новогрудский и Слонимский Гурий (Апалько).

## Награды
- орден прп. Сергия Радонежского II—III степеней;
- орден св. равноап. кн. Владимира III степени;
- знак ордена прп. Евфросинии Полоцкой;
- медаль прп. Сергия Радонежского I—II степеней.